# A Beginners' Guide to the King Crimson Collectors' Club
A Beginners' Guide to the King Crimson Collectors' Club è un album dal vivo dei King Crimson, pubblicato nel 2000, conta inedite registrazioni e performance live di famosi pezzi del gruppo, nel periodo 1969 - 1998.

## Tracce
1. "21st Century Schizoid Man" (Robert Fripp, Michael Giles, Greg Lake, Ian McDonald, Peter Sinfield) - 8:02
contiene:
  - "Mirrors"

dall'album Live in Central Park, NYC
2. "I Talk to the Wind" (McDonald, Sinfield) - 4:45
From the album Live at the Marquee
3. "Larks' Tongues in Aspic (Parte I)" (Bill Bruford, David Cross, Fripp, Jamie Muir, John Wetton) - 5:59
dall'album The Beat Club, Bremen
4. "Ladies of the Road" (Fripp, Sinfield) - 5:58
dall'album Live at Jacksonville
5. "Sailor's Tale" (Fripp) - 5:18
dall'album Live at Summit Studios
6. "Thela Hun Ginjeet" (Adrian Belew, Bruford, Fripp, Tony Levin) - 5:46
dall'album Live at Moles Club, Bath
7. "Elephant Talk" (Belew, Bruford, Fripp, Levin) - 5:00
dall'album Live at Cap d'Agde, 1982
8. "People" (Belew, Bruford, Fripp, Trey Gunn, Levin, Pat Mastelotto) - 6:01
dall'album King Crimson On Broadway
9. "Funky Jam" (Belew, Bruford, Fripp, Gunn, Levin. Mastelotto) - 4:29
dall'album The VROOOM Sessions
10. "Seizure" - 7:49
  - eseguita dal ProjeKct Four

dall'album del ProjeKct Four The Roar of ProjeKct Four: Live in San Francisco